# Tukuche
Tukuche ou Tukche é uma aldeia e um village development committee (lit.: "comité de desenvolvimento de aldeia") no distrito de Mustang, da zona de Dhaulagiri da região Oeste do Nepal. Em 2011 tinha 743 habitantes e 206 residências. Situa-se no vale do Kali Gandaki, 5,5 km a sudoeste de Marpha, e faz parte do Circuito do Annapurna, um dos percursos de caminhada populares do Nepal.
O village development committee tem as seguintes aldeias:
- Chimanggau (2 780 m)
- Chokhopani (2 590 m)
- Dhorenjhang (2 620 m)
- Dhunche (2 785 m)
- Gnelajhang (2 580 m)
- Jhodage (2 820 m)
- Kali Odar (2 660 m)
- Kyupar (2 680 m)

Entre as atrações turísticas locais destacam-se os mosteiros budista (gompas) de Qpar, Rani e Sambha (ou Tsampa), uma destilaria um pequeno "museu cultural" e a biblioteca Thak. Como as aldeias vizinhas, a região é habitada por membros da etnia Thakali.